# Giorgio Bordini
Giorgio Bordini (Pordenone, 7 ottobre 1927 – Pordenone, 14 novembre 1999) è stato un fumettista italiano.

## Biografia e carriera
Si formò artisticamente a Venezia, frequentando prima il liceo artistico, poi l'accademia di belle arti, dove frequentò il corso di decorazione sotto la guida di Bruno Saetti.
Entrò successivamente nel gruppo del compagno di studi Romano Scarpa, dove partecipò alla realizzazione di numerose animazioni pubblicitarie nonché del cortometraggio d'animazione La piccola fiammiferaia (1953), occupandosi in particolare delle scenografie. 	
Nel 1955 si trasferì in Venezuela, dove divenne capo del dipartimento artistico della Televisione Radio Caracas e realizzò numerosissimi spot pubblicitari.
Nel 1961 ritornò in Italia e riprese una lunga collaborazione con Romano Scarpa, per il settimanale Topolino. La sua prima storia, Topolino e la villa disabitata (Topolino n. 383), su sceneggiatura di Abramo Barosso, uscì nel marzo 1963. Bordini si ispirava fortemente al modello grafico e narrativo di Scarpa, ma riuscì a sviluppare un proprio stile perfettamente riconoscibile.
Inizialmente disegnò su sceneggiature di Guido Martina, Carlo Chendi, Rodolfo Cimino e Jerry Siegel, ma dal 1977 incominciò a scrivere le proprie sceneggiature. Le oltre 200 storie che Giorgio Bordini disegna nei quarant'anni di collaborazione alla Disney vengono pubblicate prevalentemente su Topolino, e successivamente su Paperino Mese e Mega 2000; molte uscirono postume.
Con la moglie Adua creò anche i personaggi umoristici He and She, che furono pubblicati negli anni Ottanta da Il Giornale di Barbie, e collaborò brevemente alla serie tedesca Fix und Foxi.